# Hen 2-467
Hen 2-467, eller LT Delphini, är en dubbelstjärna med en gul jätte som huvudkomponent. Den är belägen i stjärnbilden Delfinen.
Stjärnan är en kataklysmisk variabel, av typen symbiotisk stjärna, som tillhör undertypen Z Andromedae-variabler, men som också är en ellipsoidisk variabel (ZAND+R+ELL). Den varierar i visuell magnitud mellan 12,0 och 13,4 och kräver teleskop för att kunna observeras.